# Tynan
Tynan è un census-designated place degli Stati Uniti d'America, situato nella contea di Bee dello Stato del Texas. Secondo il censimento effettuato nel 2010 abitavano nel CDP abitavano 278 persone.

## Geografia fisica
Tynan è situato a 28°10′10″N 97°45′29″W (28.169448, -97.757946), 7 miglia (11 km) a nord-est di Skidmore e 5 miglia (8 km) a sud-ovest della periferia di Mathis. È inoltre attraversato dalla State Highway 358 e 359.
Secondo lo United States Census Bureau, ha un'area totale di 3,4 miglia quadrate (8,8 km²).

## Società

### Evoluzione demografica
Secondo il censimento del 2000, c'erano 301 persone, 92 nuclei familiari, e 75 famiglie residenti nella città. La densità di popolazione era di 87,6 persone per miglio quadrato (33,9/km²). C'erano 109 unità abitative a una densità media di 31,7 per miglio quadrato (12,3/km²). La composizione etnica della città era formata dal 79,73% di bianchi, l'1,33% di afroamericani, l'1,66% di nativi americani, il 16,28% di altre razze, e l'1,00% di due o più etnie. Ispanici o latinos di qualunque razza erano il 78,74% della popolazione.
C'erano 92 nuclei familiari di cui il 42,4% aveva figli di età inferiore ai 18 anni, il 62,0% erano coppie sposate conviventi, il 16,3% aveva un capofamiglia femmina senza marito, e il 17,4% erano non-famiglie. Il 15,2% di tutti i nuclei familiari erano individuali e l'8,7% aveva componenti con un'età di 65 anni o più che vivevano da soli. Il numero di componenti medio di un nucleo familiare era di 3,27 e quello di una famiglia era di 3,64.
La popolazione era composta dal 32,9% di persone sotto i 18 anni, l'8,3% di persone dai 18 ai 24 anni, il 26,2% di persone dai 25 ai 44 anni, il 21,3% di persone dai 45 ai 64 anni, e l'11,3% di persone di 65 anni o più. L'età media era di 33 anni. Per ogni 100 femmine c'erano 107,6 maschi. Per ogni 100 femmine dai 18 anni in giù, c'erano 96,1 maschi.
Il reddito medio di un nucleo familiare era di 11.250 dollari, e quello di una famiglia era di 11.786 dollari. I maschi avevano un reddito medio di 15.833 dollari contro i 12.000 dollari delle femmine. Il reddito pro capite era di 5.874 dollari. Circa il 43,8% delle famiglie e il 47,4% della popolazione erano sotto la soglia di povertà, incluso il 63,1% di persone sotto i 18 anni di età e il 48,7% di persone di 65 anni o più.

## Istruzione
Gli studenti frequentano il Skidmore-Tynan Independent School District.